# Município de Goshen (condado de Belmont, Ohio)
Localização do Ohio nos E.U.A.
O município de Goshen (em inglês: Goshen Township) é um município localizado no condado de Belmont no estado estadounidense de Ohio. No ano de 2010 tinha uma população de 3147 habitantes e uma densidade populacional de 33,33 pessoas por km².

## Geografia
O município de Goshen encontra-se localizado nas coordenadas 39° 59′ 23″ N, 81° 04′ 00″ O. Segundo a Departamento do Censo dos Estados Unidos, o município tem uma superfície total de 94.42 km², da qual 93,44 km² correspondem a terra firme e (1,04 %) 0,98 km² é água.

## Demografia
Segundo o censo de 2010, tinha 3147 pessoas residindo no município de Goshen. A densidade populacional era de 33,33 hab./km².